# Liste der Nummer-eins-Hits in den USA (1987)
Dies ist eine Liste der Nummer-eins-Hits in den von Billboard ermittelten Charts in den USA (Hot 100) im Jahr 1987. In diesem Jahr gab es dreißig Nummer-eins-Singles und neun Nummer-eins-Alben.

## Singles
| ← 1986 ← | Liste der Nummer-eins-Hits in den USA | Liste der Nummer-eins-Hits in den USA | Liste der Nummer-eins-Hits in den USA                                          | 1988 →                    |
| \| Zeitraum \| Wo. ges. \| Interpret \| Titel Autor(en) \| Zusätzliche Informationen \| \| (Zeitraum, Wochen auf Platz eins, Interpret, Titel, Autor[en], zusätzliche Informationen) \| \| \| \| \| \| ----------------------------------------------------------------------------------------- \| -------- \| ----------------------------------- \| ---------------------------------------------------------------------------------- \| ------------------------- \| \| 20. Dezember 1986 – 16. Januar 1987 4 Wochen (insgesamt 4) \| 4 \| The Bangles \| Walk Like an Egyptian[1] Liam Sternberg \| - \| \| 17. Januar 1987 – 23. Januar 1987 1 Woche (insgesamt 1) \| 1 \| Gregory Abbott \| Shake You Down[2] Gregory Abbott \| - \| \| 24. Januar 1987 – 6. Februar 1987 2 Wochen (insgesamt 2) \| 2 \| Billy Vera \| At This Moment[3] Billy Vera \| - \| \| 7. Februar 1987 – 13. Februar 1987 1 Woche (insgesamt 1) \| 1 \| Madonna \| Open Your Heart[4] Madonna, Gardner Cole, Peter Rafelson \| - \| \| 14. Februar 1987 – 13. März 1987 4 Wochen (insgesamt 4) \| 4 \| Bon Jovi \| Livin’ on a Prayer[5] Jon Bon Jovi, Richie Sambora, Desmond Child \| - \| \| 14. März 1987 – 20. März 1987 1 Woche (insgesamt 1) \| 1 \| Huey Lewis & The News \| Jacob’s Ladder[6] Bruce Hornsby, John Hornsby \| - \| \| 21. März 1987 – 3. April 1987 2 Wochen (insgesamt 2) \| 2 \| Club Nouveau \| Lean on Me[7] Bill Withers \| - \| \| 4. April 1987 – 17. April 1987 2 Wochen (insgesamt 2) \| 2 \| Starship \| Nothing’s Gonna Stop Us Now[8] Albert Hammond, Diane Warren \| - \| \| 18. April 1987 – 1. Mai 1987 2 Wochen (insgesamt 2) \| 2 \| Aretha Franklin & George Michael \| I Knew You Were Waiting (For Me)[9] Simon Climie, Dennis Morgan \| - \| \| 2. Mai 1987 – 15. Mai 1987 2 Wochen (insgesamt 2) \| 2 \| Cutting Crew \| (I Just) Died in Your Arms[10] Nick Van Eede \| - \| \| 16. Mai 1987 – 2. Juni 1987 3 Wochen (insgesamt 3) \| 3 \| U2 \| With or Without You[11] U2, Bono \| - \| \| 6. Juni 1987 – 12. Juni 1987 1 Woche (insgesamt 1) \| 1 \| Kim Wilde \| You Keep Me Hangin’ On[12] Holland–Dozier–Holland \| - \| \| 13. Juni 1987 – 19. Juni 1987 1 Woche (insgesamt 1) \| 1 \| Atlantic Starr \| Always[13] David Lewis, Jonathan Lewis, Wayne Lewis \| - \| \| 20. Juni 1987 – 26. Juni 1987 1 Woche (insgesamt 1) \| 1 \| Lisa Lisa & Cult Jam \| Head to Toe[14] Full Force \| - \| \| 27. Juni 1987 – 10. Juli 1987 2 Wochen (insgesamt 2) \| 2 \| Whitney Houston \| I Wanna Dance with Somebody (Who Loves Me)[15] George Merrill, Shannon Rubicam \| - \| \| 11. Juli 1987 – 31. Juli 1987 3 Wochen (insgesamt 3) \| 3 \| Heart \| Alone[16] Billy Steinberg, Tom Kelly \| - \| \| 1. August 1987 – 7. August 1987 1 Woche (insgesamt 1) \| 1 \| Bob Seger \| Shakedown[17] Harold Faltermeyer, Keith Forsey, Bob Seger \| - \| \| 8. August 1987 – 21. August 1987 2 Wochen (insgesamt 2) \| 2 \| U2 \| I Still Haven’t Found What I’m Looking For[18] U2, Bono \| - \| \| 22. August 1987 – 28. August 1987 1 Woche (insgesamt 1) \| 1 \| Madonna \| Who’s That Girl[19] Madonna, Patrick Leonard \| - \| \| 29. August 1987 – 18. September 1987 3 Wochen (insgesamt 3) \| 3 \| Los Lobos \| La Bamba[20] Ritchie Valens \| - \| \| 19. September 1987 – 25. September 1987 1 Woche (insgesamt 1) \| 1 \| Michael Jackson with Siedah Garrett \| I Just Can’t Stop Loving You[21] Michael Jackson \| - \| \| 26. September 1987 – 9. Oktober 1987 2 Wochen (insgesamt 2) \| 2 \| Whitney Houston \| Didn’t We Almost Have It All[22] Michael Masser, Will Jennings \| - \| \| 10. Oktober 1987 – 16. Oktober 1987 1 Woche (insgesamt 1) \| 1 \| Whitesnake \| Here I Go Again[23] David Coverdale, Bernie Marsden \| - \| \| 17. Oktober 1987 – 23. Oktober 1987 1 Woche (insgesamt 1) \| 1 \| Lisa Lisa & Cult Jam \| Lost in Emotion[24] Full Force \| - \| \| 24. Oktober 1987 – 6. November 1987 2 Wochen (insgesamt 2) \| 2 \| Michael Jackson \| Bad[25] Michael Jackson \| - \| \| 7. November 1987 – 20. November 1987 2 Wochen (insgesamt 2) \| 2 \| Tiffany \| I Think We’re Alone Now[26] Ritchie Cordell \| - \| \| 21. November 1987 – 27. November 1987 1 Woche (insgesamt 1) \| 1 \| Billy Idol \| Mony Mony[27] Tommy James & The Shondells, Bo Gentry, Ritchie Cordell, Bobby Bloom \| - \| \| 28. November 1987 – 4. Dezember 1987 1 Woche (insgesamt 1) \| 1 \| Bill Medley & Jennifer Warnes \| (I’ve Had) The Time of My Life[28] Franke Previte, John DeNicola, Donald Markowitz \| - \| \| 5. Dezember 1987 – 11. Dezember 1987 1 Woche (insgesamt 1) \| 1 \| Belinda Carlisle \| Heaven Is a Place on Earth[29] Rick Nowels, Ellen Shipley \| - \| \| 12. Dezember 1987 – 8. Januar 1988 4 Wochen (insgesamt 4) \| 4 \| George Michael \| Faith[30] George Michael \| - \| |                                       |                                       |                                                                                |                           |
| ← 1986 |                                       |                                       |                                                                                | → 1988 →                  |
| Zeitraum | Wo. ges.                              | Interpret                             | Titel Autor(en)                                                                | Zusätzliche Informationen |
| (Zeitraum, Wochen auf Platz eins, Interpret, Titel, Autor[en], zusätzliche Informationen) |                                       |                                       |                                                                                |                           |
| 20. Dezember 1986 – 16. Januar 1987 4 Wochen (insgesamt 4) | 4                                     | The Bangles                           | Walk Like an Egyptian Liam Sternberg                                           | -                         |
| 17. Januar 1987 – 23. Januar 1987 1 Woche (insgesamt 1) | 1                                     | Gregory Abbott                        | Shake You Down Gregory Abbott                                                  | -                         |
| 24. Januar 1987 – 6. Februar 1987 2 Wochen (insgesamt 2) | 2                                     | Billy Vera                            | At This Moment Billy Vera                                                      | -                         |
| 7. Februar 1987 – 13. Februar 1987 1 Woche (insgesamt 1) | 1                                     | Madonna                               | Open Your Heart Madonna, Gardner Cole, Peter Rafelson                          | -                         |
| 14. Februar 1987 – 13. März 1987 4 Wochen (insgesamt 4) | 4                                     | Bon Jovi                              | Livin’ on a Prayer Jon Bon Jovi, Richie Sambora, Desmond Child                 | -                         |
| 14. März 1987 – 20. März 1987 1 Woche (insgesamt 1) | 1                                     | Huey Lewis & The News                 | Jacob’s Ladder Bruce Hornsby, John Hornsby                                     | -                         |
| 21. März 1987 – 3. April 1987 2 Wochen (insgesamt 2) | 2                                     | Club Nouveau                          | Lean on Me Bill Withers                                                        | -                         |
| 4. April 1987 – 17. April 1987 2 Wochen (insgesamt 2) | 2                                     | Starship                              | Nothing’s Gonna Stop Us Now Albert Hammond, Diane Warren                       | -                         |
| 18. April 1987 – 1. Mai 1987 2 Wochen (insgesamt 2) | 2                                     | Aretha Franklin & George Michael      | I Knew You Were Waiting (For Me) Simon Climie, Dennis Morgan                   | -                         |
| 2. Mai 1987 – 15. Mai 1987 2 Wochen (insgesamt 2) | 2                                     | Cutting Crew                          | (I Just) Died in Your Arms Nick Van Eede                                       | -                         |
| 16. Mai 1987 – 2. Juni 1987 3 Wochen (insgesamt 3) | 3                                     | U2                                    | With or Without You U2, Bono                                                   | -                         |
| 6. Juni 1987 – 12. Juni 1987 1 Woche (insgesamt 1) | 1                                     | Kim Wilde                             | You Keep Me Hangin’ On Holland–Dozier–Holland                                  | -                         |
| 13. Juni 1987 – 19. Juni 1987 1 Woche (insgesamt 1) | 1                                     | Atlantic Starr                        | Always David Lewis, Jonathan Lewis, Wayne Lewis                                | -                         |
| 20. Juni 1987 – 26. Juni 1987 1 Woche (insgesamt 1) | 1                                     | Lisa Lisa & Cult Jam                  | Head to Toe Full Force                                                         | -                         |
| 27. Juni 1987 – 10. Juli 1987 2 Wochen (insgesamt 2) | 2                                     | Whitney Houston                       | I Wanna Dance with Somebody (Who Loves Me) George Merrill, Shannon Rubicam     | -                         |
| 11. Juli 1987 – 31. Juli 1987 3 Wochen (insgesamt 3) | 3                                     | Heart                                 | Alone Billy Steinberg, Tom Kelly                                               | -                         |
| 1. August 1987 – 7. August 1987 1 Woche (insgesamt 1) | 1                                     | Bob Seger                             | Shakedown Harold Faltermeyer, Keith Forsey, Bob Seger                          | -                         |
| 8. August 1987 – 21. August 1987 2 Wochen (insgesamt 2) | 2                                     | U2                                    | I Still Haven’t Found What I’m Looking For U2, Bono                            | -                         |
| 22. August 1987 – 28. August 1987 1 Woche (insgesamt 1) | 1                                     | Madonna                               | Who’s That Girl Madonna, Patrick Leonard                                       | -                         |
| 29. August 1987 – 18. September 1987 3 Wochen (insgesamt 3) | 3                                     | Los Lobos                             | La Bamba Ritchie Valens                                                        | -                         |
| 19. September 1987 – 25. September 1987 1 Woche (insgesamt 1) | 1                                     | Michael Jackson with Siedah Garrett   | I Just Can’t Stop Loving You Michael Jackson                                   | -                         |
| 26. September 1987 – 9. Oktober 1987 2 Wochen (insgesamt 2) | 2                                     | Whitney Houston                       | Didn’t We Almost Have It All Michael Masser, Will Jennings                     | -                         |
| 10. Oktober 1987 – 16. Oktober 1987 1 Woche (insgesamt 1) | 1                                     | Whitesnake                            | Here I Go Again David Coverdale, Bernie Marsden                                | -                         |
| 17. Oktober 1987 – 23. Oktober 1987 1 Woche (insgesamt 1) | 1                                     | Lisa Lisa & Cult Jam                  | Lost in Emotion Full Force                                                     | -                         |
| 24. Oktober 1987 – 6. November 1987 2 Wochen (insgesamt 2) | 2                                     | Michael Jackson                       | Bad Michael Jackson                                                            | -                         |
| 7. November 1987 – 20. November 1987 2 Wochen (insgesamt 2) | 2                                     | Tiffany                               | I Think We’re Alone Now Ritchie Cordell                                        | -                         |
| 21. November 1987 – 27. November 1987 1 Woche (insgesamt 1) | 1                                     | Billy Idol                            | Mony Mony Tommy James & The Shondells, Bo Gentry, Ritchie Cordell, Bobby Bloom | -                         |
| 28. November 1987 – 4. Dezember 1987 1 Woche (insgesamt 1) | 1                                     | Bill Medley & Jennifer Warnes         | (I’ve Had) The Time of My Life Franke Previte, John DeNicola, Donald Markowitz | -                         |
| 5. Dezember 1987 – 11. Dezember 1987 1 Woche (insgesamt 1) | 1                                     | Belinda Carlisle                      | Heaven Is a Place on Earth Rick Nowels, Ellen Shipley                          | -                         |
| 12. Dezember 1987 – 8. Januar 1988 4 Wochen (insgesamt 4) | 4                                     | George Michael                        | Faith George Michael                                                           | -                         |

## Alben
| ← 1986 ← | Liste der Nummer-eins-Alben in den USA | Liste der Nummer-eins-Alben in den USA | Liste der Nummer-eins-Alben in den USA | 1988 →                    |
| \| Zeitraum \| Wo. ges. \| Interpret \| Titel \| Zusätzliche Informationen \| \| (Zeitraum, Wochen auf Platz eins, Interpret, Titel, zusätzliche Informationen) \| \| \| \| \| \| ------------------------------------------------------------------------------ \| -------- \| ------------------------------------- \| --------------------- \| ------------------------- \| \| 27. Dezember 1986 – 16. Januar 1987 3 Wochen (insgesamt 7) \| 7 \| Bruce Springsteen & The E Street Band \| Live 1975–85[31] \| - \| \| 17. Januar 1987 – 6. März 1987 7 Wochen (insgesamt 8) \| 8 \| Bon Jovi \| Slippery When Wet[32] \| - \| \| 7. März 1987 – 24. April 1987 7 Wochen (insgesamt 7) \| 7 \| Beastie Boys \| Licensed to Ill[33] \| - \| \| 25. April 1987 – 26. Juni 1987 9 Wochen (insgesamt 9) \| 9 \| U2 \| The Joshua Tree[34] \| - \| \| 27. Juni 1987 – 11. September 1987 11 Wochen (insgesamt 11) \| 11 \| Whitney Houston \| Whitney[35] \| - \| \| 12. September 1987 – 25. September 1987 2 Wochen (insgesamt 2) \| 2 \| Original Motion Picture Soundtrack \| La Bamba[36] \| - \| \| 26. September 1987 – 6. November 1987 6 Wochen (insgesamt 6) \| 6 \| Michael Jackson \| Bad[37] \| - \| \| 7. November 1987 – 13. November 1987 1 Woche (insgesamt 1) \| 1 \| Bruce Springsteen \| Tunnel of Love[38] \| - \| \| 14. November 1987 – 25. Dezember 1987 6 Wochen (insgesamt 6) \| 6 \| Original Motion Picture Soundtrack \| Dirty Dancing[39] \| - \| |                                        |                                        |                                        |                           |
| ← 1986 |                                        |                                        |                                        | → 1988 →                  |
| Zeitraum | Wo. ges.                               | Interpret                              | Titel                                  | Zusätzliche Informationen |
| (Zeitraum, Wochen auf Platz eins, Interpret, Titel, zusätzliche Informationen) |                                        |                                        |                                        |                           |
| 27. Dezember 1986 – 16. Januar 1987 3 Wochen (insgesamt 7) | 7                                      | Bruce Springsteen & The E Street Band  | Live 1975–85                           | -                         |
| 17. Januar 1987 – 6. März 1987 7 Wochen (insgesamt 8) | 8                                      | Bon Jovi                               | Slippery When Wet                      | -                         |
| 7. März 1987 – 24. April 1987 7 Wochen (insgesamt 7) | 7                                      | Beastie Boys                           | Licensed to Ill                        | -                         |
| 25. April 1987 – 26. Juni 1987 9 Wochen (insgesamt 9) | 9                                      | U2                                     | The Joshua Tree                        | -                         |
| 27. Juni 1987 – 11. September 1987 11 Wochen (insgesamt 11) | 11                                     | Whitney Houston                        | Whitney                                | -                         |
| 12. September 1987 – 25. September 1987 2 Wochen (insgesamt 2) | 2                                      | Original Motion Picture Soundtrack     | La Bamba                               | -                         |
| 26. September 1987 – 6. November 1987 6 Wochen (insgesamt 6) | 6                                      | Michael Jackson                        | Bad                                    | -                         |
| 7. November 1987 – 13. November 1987 1 Woche (insgesamt 1) | 1                                      | Bruce Springsteen                      | Tunnel of Love                         | -                         |
| 14. November 1987 – 25. Dezember 1987 6 Wochen (insgesamt 6) | 6                                      | Original Motion Picture Soundtrack     | Dirty Dancing                          | -                         |